# 卡萨扎
卡萨扎（義大利語：Casazza），是意大利贝加莫省的一个市镇。总面积7平方公里，人口4019人，人口密度574.1人/平方公里（2009年）。国家统计（ISTAT）代码为016058。